# Церква Воскресіння Христового (Воскресенське)
Церква Воскресіння Христового — руїни православної церкви у селі Воскресенське Бориспільського району Київської області. Щойновиявлена пам'ятка архітектури.

## Архітектура
Церква є рідкісним для Київщини зразком храмів-ротонд (окрім Воскресенського, храми-ротонди було збудовано лише у Богуславі та Яготині). Фасади зберегли частину оздоблення, зокрема дуже цікаві рівносторонні хрести. Вікна напівциркульні, напівциркульне вікно влаштовано також над входом. Внутрішнє оздоблення повністю втрачене.

## Історія церкви
Церкву Воскресіння Христового було збудовано 1855 року коштом поміщика Михайла Каневського, які мали маєток у селі (маєток втрачено). Храм будувався як садибний при маєтку.
У радянський час церкву було дуже спотворено - втрачено перекриття, баню, внутрішню оздобу. Проте стіни храму є доволі міцними, тому можлива відбудова пам'ятки. 
Це одна із небагатьох церков Київщини, яка досі перебуває у стані руїн, не є діючим храмом.